# Allonsanfàn
Allonsanfàn (alˌlɔnzaɱˈfan) és una pel·lícula dramàtica històrica italiana del 1974 escrita i dirigida per Paolo i Vittorio Taviani. El títol de la pel·lícula, que també és el nom d'un personatge, prové de les primeres paraules (Allons enfants) de l'himne de la Revolució Francesa La Marsellesa.

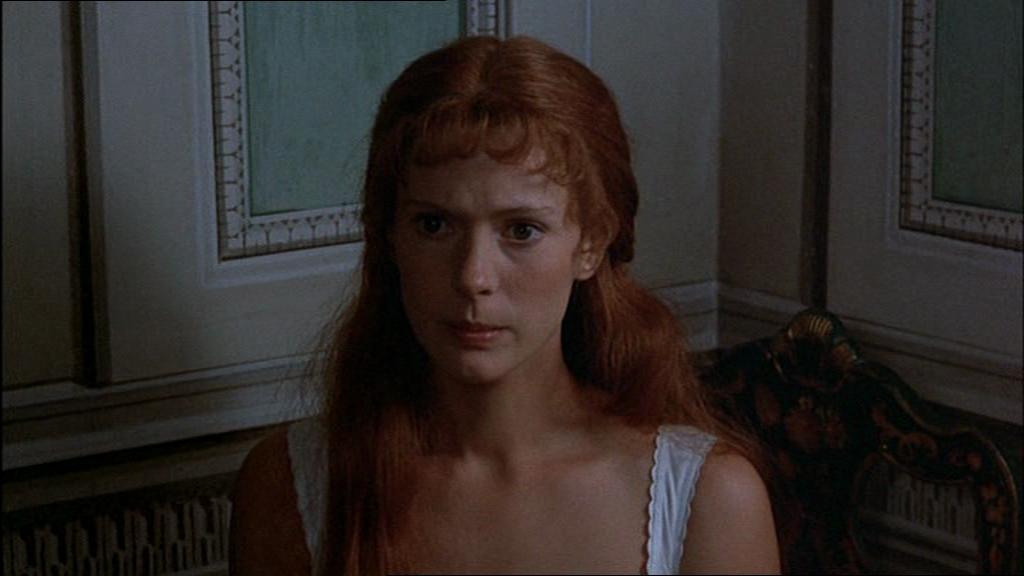
Mimsy Farmer a la pel·lícula

Amb el teló de fons de la Unificació italiana a la Itàlia de principis del segle XIX, la protagonitza Marcello Mastroianni com un revolucionari envellit que es desil·lusiona després de la Restauració i intenta trair els seus companys, que estan organitzant una insurrecció al Mezzogiorno.

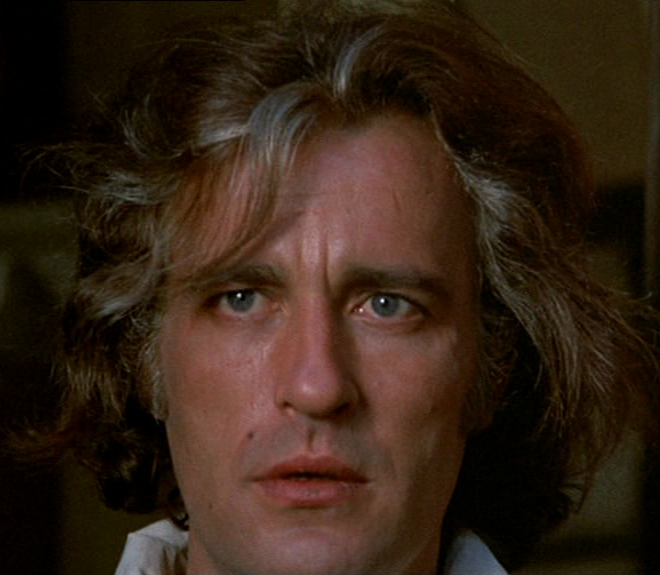
Claudio Cassinelli a la pel·lícula

## Argument
Durant la Restauració l'any 1816, l'aristòcrata de mitjana edat Fulvio Imbriani, un Jacobí que va servir a les campanyes italianes de les guerres de la revolució francesa, surt de la presó després que les autoritats van difondre el rumor que va vendre el Mestre de la seva societat secreta de revolucionaris —els Germans Sublims— a canvi de la llibertat. Segrestat ràpidament per aquest últim, Fulvio és jutjat fins que descobreixen que el seu Mestre desaparegut es va suïcidar dies abans, descoratjat per la derrota aparentment definitiva dels ideals revolucionaris. Els Germans es dissolen, i Fulvio torna disfressat a la seva vil·la familiar per primera vegada en dècades. Després de veure com els seus familiars ploren la seva ostensible mort, però, es revela i és benvingut de nou.

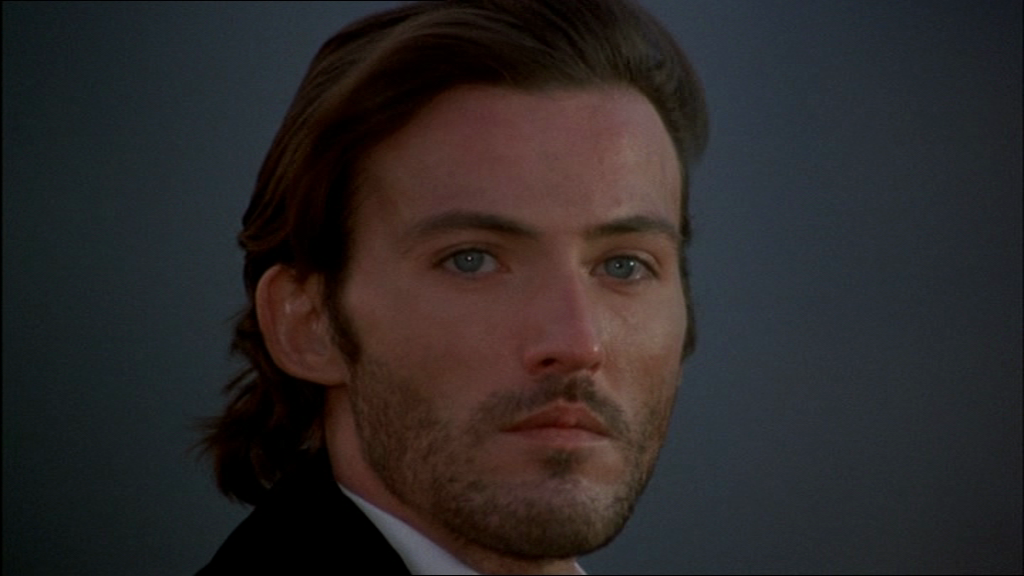
Stanko Molnar

Aviat, s'uneix a ell la seva amant i companya revolucionària Charlotte, assabentant-se que va recaptar prou diners a l'estranger per finançar una expedició per alliberar el Regne de les Dues Sicílies, actualment debilitat pel còlera. Fulvio, però, s'ha cansat de la seva lluita política aparentment interminable i infructuosa, revalorant les facilitats de la vida aristocràtica. Ofereix sense èxit a Charlotte anar a Amèrica amb el seu fill Massimiliano, que fins aleshores havia estat criat per camperols per mantenir-lo sa i estalvi. La germana de Fulvio descobreix que els Germans reunits vindran a la vil·la per organitzar l'expedició i els denuncia a les autoritats. Quan Fulvio s'assabenta que els soldats austríacs estan a punt d'emboscar els seus companys, veu l'oportunitat de sortir del seu compromís i no els avisa: la majoria dels germans moren a l'escaramussa següent, mentre que Fulvio fuig amb Charlotte ferida de mort.
Els Germans supervivents —inconscients de la seva traïció— el localitzen al seu funeral, seguits pel petit fill del Mestre, Allonsanfàn. En assabentar-se que l'expedició segueix en marxa, Fulvio s'ofereix a comprar les armes necessàries amb els diners de Charlotte, amb els quals planeja escapar a Amèrica juntament amb Massimiliano, amb qui s'ha reunit recentment, però abans s'ha de desfer dels germans Lionello i la seva parella Francesca. Se'n va amb el primer al llac d'Orta, on diu que els contrabandistes lliuraran les armes: Fulvio fingeix haver estat estafat i, sense èxit, intenta manipular el suïcida Lionello perquè se suïcidi per evitar enfrontar-se al fracàs, però mor de totes maneres quan el vaixell bolca durant la discussió. Fulvio sedueix Francesca per evitar ser denunciat als Germans i, després de col·locar Massimiliano en un internat i utilitzar els diners per pagar anys de lloguer en el cas de la seva mort, s'autolesiona per simular un robatori.
Fulvio i Francesca arriben a Gènova, on hauria de partir l'expedició. Aquí, els germans es veuen commoguts per la història de l'exiliat meridional Vanni, que els explica com Soldats de dues Sicílies van enterrar viva la seva dona a causa del còlera, fins al punt de navegar cap a Sicília abans que es pugui revelar la manca d'armes: mentre que en Fulvio està inconscient d'un medicament opi per a la seva ferida, Francesca el fa embarcar amb els altres, per a la seva desesperació. Després que els germans decideixin continuar amb l'expedició fins i tot sense armes, un Fulvio cada cop més frenètic descobreix que Vanni és famós a Sicília per venjar-se de molts soldats i compatriotes. Tan bon punt aterren, Fulvio torna a trair els seus companys revolucionaris i els denuncia a un sacerdot del poble proper de Grottole a canvi de la seva vida. Tement que els camperols famolencs i afectats pel còlera s'uneixin fàcilment a la rebel·lió, el sacerdot els aixeca contra els invasors, posant-los com a boc expiatori de l'epidèmia i destacant la implicació de Vanni. Fàcilment reconeixibles a causa de les seves camises vermelles, els germans desprevinguts i Vanni són tots linxats al moment per la multitud.
Fulvio marxa de Grottole quan coneix Allonsanfàn, l'únic supervivent de la massacre. Incapaç d'acceptar el resultat de l'expedició, s'encanta sobre una utòpica germandat establerta a primera vista entre camperols i revolucionaris. Fulvio és menyspreatiu, però, després de sentir sonar les campanes de Grottole, creu que els Germans ho han aconseguit i porta la camisa vermella que Allonsanfàn va deixar enrere per unir-se a ells, i aleshores és descobert i abatut a trets pels soldats nouvinguts.

## Repartiment
- Marcello Mastroianni com a Fulvio Imbriani
- Lea Massari com a Charlotte
- Mimsy Farmer com a Francesca
- Laura Betti com Esther Imbriani
- Claudio Cassinelli com a Lionello
- Benjamin Lev com a Vanni 'Peste' Gavina
- Renato De Carmine com a Costantino Imbriani
- Stanko Molnar com Allonsanfàn
- Luisa De Santis com a Fiorella Imbriani
- Biagio Pelligra com el sacerdot de Grottole
- Michael Berger com a Remigio Imbriani
- Raul Cabrera com a Germà Sublim
- Alderice Casali com a Concetta
- Cirylle Spiga com a Massimo
- Ermanno Taviani com Massimiliano Imbriani

## Producció
Els germans Taviani van escriure el guió de la pel·lícula, originalment titulada Terza dimensione, mentre escoltaven òperes italianes del segle XIX com ara Lucia di Lammermoor de Gaetano Donizetti i Macbeth de Giuseppe Verdi. S'ha observat que els esdeveniments de la pel·lícula reflecteixen la desafortunada expedició revolucionària de 1857 dirigida per Carlo Pisacane, mentre que el cognom del personatge principal és un homenatge a l'autor italià de l'època Vittorio Imbriani. La primera versió del guió acabava amb Fulvio optant per no trair els seus companys, sobreviu i torna a enterrar-los; el canvi va ser causat per la desil·lusió dels Taviani amb el resultat del maig de 1968.
Els directors van planejar originalment rodar la pel·lícula el 1965 amb Gian Maria Volonté en el paper principal. Rodada després de San Michele aveva un gallo (1972), la pel·lícula va acabar sent produïda per una cooperativa finançada per l'empresa estatal Italnoleggio Cinematografico. Mastroianni va acceptar el paper de Fulvio ja que el va percebre com "el típic antiheroi que m'agrada interpretar" i va voler tornar a treballar a Itàlia després de rodar L'Événement le plus important depuis que l'homme a marché sur la Lune (1973) a París.

### Pel·lícula
La fotografia principal va tenir lloc entre octubre i desembre de 1973. Entre les localitzacions hi havia Matera, Basilicata, i Murge a Pulla, a Pulo di Altamura i Castel del Monte. Les escenes de la villa familiar de la família Imbriani foren rodades a Villa Amalia a Erba (Llombardia). Tant l'escena inicial com l'escena del violí entre Fulvio i el seu fill es van rodar a Brescia, a Broletto i Teatro Grande. L’escena on els Germans Sublims segresten Fulvio es va rodar a Bèrgam, entre Piazza Vecchia i Palazzo della Ragione.
El cantant i compositor Lucio Dalla havia de fer d'en Tito i es van rodar algunes escenes amb ell en el paper, però va ser hospitalitzat durant el rodatge i va haver de ser substituït per Bruno Cirino.

### Banda sonora
La partitura va ser composta per Ennio Morricone i dirigida per Bruno Nicolai, amb el cor d'I Cantori Moderni di Alessandro Alessandroni i violí sol de Giorgio Mönch. El compositor anterior dels Taviani Giovanni Fusco va presentar Morricone als directors, que originalment no volien utilitzar cap música original per a la pel·lícula. Un àlbum de banda sonora va ser llançat a Itàlia per RCA Italiana.
| Núm. | Títol                     | Durada |
| ---- | ------------------------- | ------ |
| 1.   | «Rabbia e tarantella»     | 3:53   |
| 2.   | «Ritorno a casa»          | 2:56   |
| 3.   | «Dirindindin»             | 2:12   |
| 4.   | «Frammenti di sonata»     | 3:04   |
| 5.   | «Tradimento»              | 2:36   |
| 6.   | «Te Deum laudamus»        | 6:48   |
| 7.   | «Allonsanfàn (Sul lago)»  | 1:38   |
| 8.   | «Allonsanfàn (Ballata)»   | 1:40   |
| 9.   | «Rabbia e tarantella (2)» | 1:06   |
| 10.  | «Te Deum laudamus (2)»    | 2:11   |
| 11.  | «Allonsanfàn (Fantasmi)»  | 2:12   |
| 12.  | «Dirindindin (2)»         | 0:58   |
| 13.  | «Frammenti di sonata (2)» | 1:47   |
| 14.  | «Ritorno a casa (2)»      | 1:06   |
| 15.  | «Rabbia e tarantella (3)» | 2:58   |

"Rabbia e tarantella", el tema principal de la pel·lícula, es va utilitzar durant els crèdits de tancament de Maleïts malparits de Quentin Tarantino (2009).

## Estrena
Allonsanfàn fou estrenada al Cinema Arcadia de Milà el 5 de setembre de 1974, abans de ser estrenat a les sales l'endemà per Italnoleggio Cinematografico. Posteriorment es va projectar a diversos festivals internacionals de cinema, inclosa la Quinzena de Cineastes del 28è Festival Internacional de Cinema de Canes de 1975, al Festival Internacional de Cinema de Moscou, el BFI London Film Festival i al Festival Internacional de Cinema de Chicago.
Va ser llançada al Regne Unit el 1978 i als Estats Units per Italtoons Corporation l'1 de març de 1985.

### Reconeixements
| Premi                                       | Data de cerimònia   | Categoria       | Recipient(s)             | Resultat | Ref.          |
| ------------------------------------------- | ------------------- | --------------- | ------------------------ | -------- | ------------- |
| Festival Internacional de Cinema de Chicago | 1975                | Hugo d'or       | Allonsanfàn              | Nominat  |               |
| Grolle d'oro                                | 4 de juliol de 1975 | Millor director | Paolo i Vittorio Taviani | Nominat  | [ 20 ] [ 21 ] |
| Grolle d'oro                                | 4 de juliol de 1975 | Millor actor    | Marcello Mastroianni     | Nominat  | [ 20 ] [ 21 ] |
| Nastro d'argento                            | 1975                | Millor actriu   | Lea Massari              | Nominat  |               |
| Nastro d'argento                            | 1975                | Millor argument | Paolo i Vittorio Taviani | Nominat  |               |